# Tridens flaccidus
Tridens flaccidus är en gräsart som först beskrevs av Johann es Christoph Christian Döll, och fick sitt nu gällande namn av Parodi. Tridens flaccidus ingår i släktet Tridens och familjen gräs. Inga underarter finns listade i Catalogue of Life.